# Флаг Острова Принца Эдуарда
Флаг Острова Принца Эдуарда — один из символов канадской провинции Остров Принца Эдуарда. Флаг утверждён 24 марта 1964 года.
На флаге изображены элементы герба Острова Принца Эдуарда. Отношение ширины флага к его длине 2:3.
От знамени из трёх свободных сторон красные и белые полосы поочередно сменяют друг друга.
В верхней части флага на красном фоне расположен английский геральдический золотой лев, который также присутствует на гербах принца Эдуарда Августа (отца королевы Виктории), в честь которого названа провинция, и короля Эдуарда VII.
В нижней части знамени изображены остров и три молодые дерева, символизирующее три округа Острова Принца Эдуарда — Принц, Квинс и Кингс, защищённые большим дубом, изображающим Великобританию. Изображение символизирует девиз провинции: «Малый защищён великим» (лат. Parva sub ingenti).

Герб Острова Принца Эдуарда
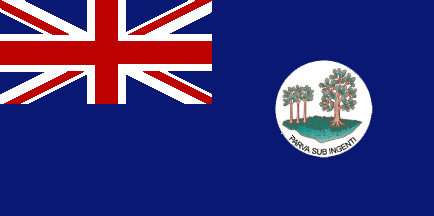
Флаг Острова Принца Эдуарда 1905—1964 годов